# Santpoort-Zuid
Santpoort-Zuid is een woonplaats in de gemeente Velsen, in de Nederlandse provincie Noord-Holland. Samen met Santpoort-Noord vormt het Santpoort. Het dorp heeft zo'n 3.385 inwoners.

## Geschiedenis
Oorspronkelijk was Santpoort-Zuid de buurtschap Jan Gijzenvaart. Deze buurtschap viel onder Santpoort-Station wat nu het huidige Santpoort-Zuid is. Santpoort-Noord heette toen nog Santpoort-Dorp.  Het had toen nog geen eigen station en Santpoort-Station lag bij de Jan Gijzenvaart.  Door de aanleg van de treintunnel onder het Noordzeekanaal is Station Santpoort Noord erbij gekomen. Sindsdien spreekt men over  Santpoort-Zuid en Santpoort-Noord op de kaart.

## Bezienswaardigheden
- de Ruïne van Brederode.

## Verkeer en vervoer
In Santpoort-Zuid ligt het station Santpoort Zuid aan de spoorlijn Haarlem - Uitgeest.

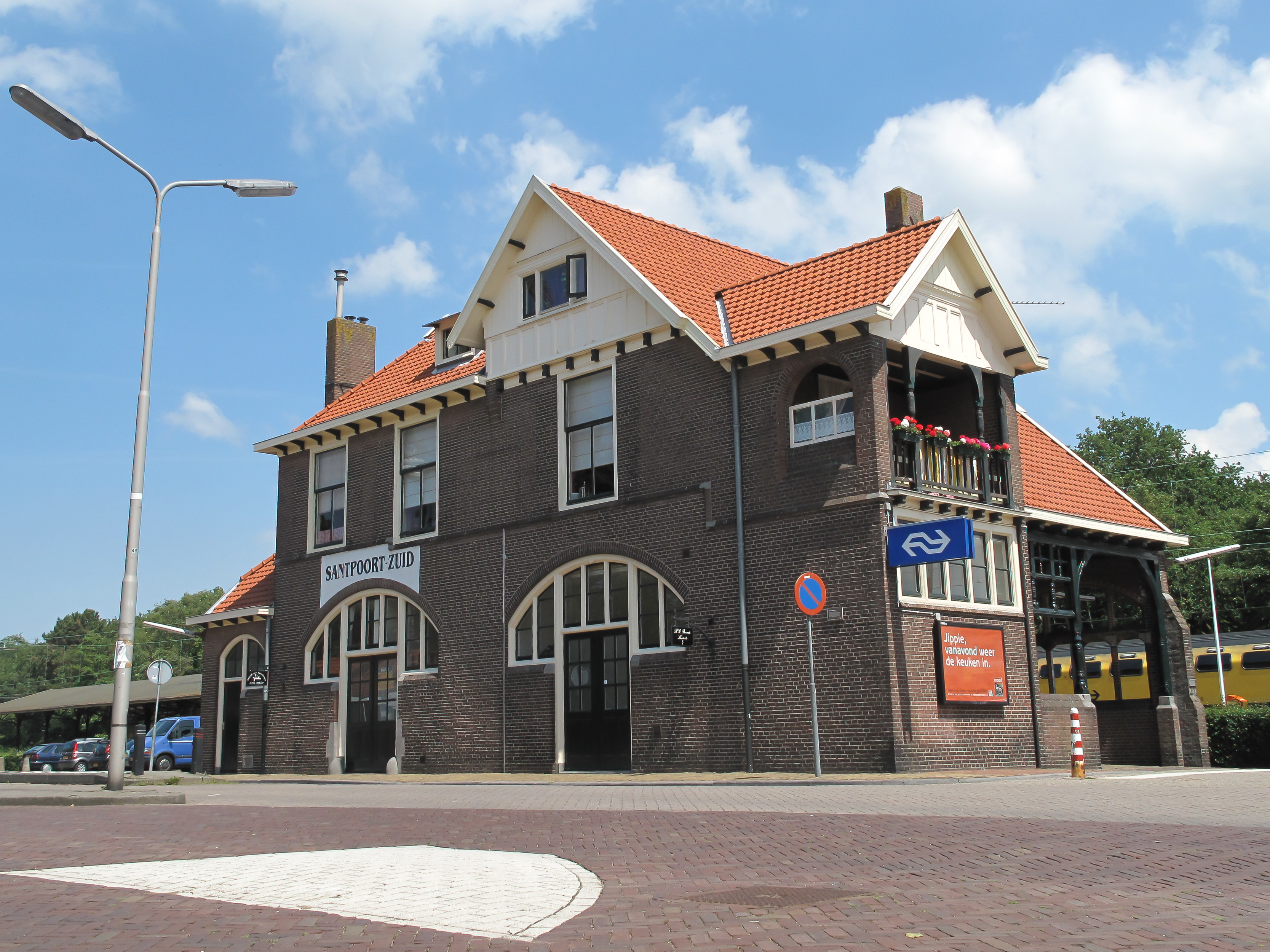
Santpoort-Zuid, treinstation

Hoofdplaats: IJmuiden     
Wijken in IJmuiden: IJmuiden-Noord · IJmuiden-Zuid · IJmuiden-West · Zee- en Duinwijk

Dorpen: Driehuis · Santpoort (Noord en Zuid) · Velsen-Noord · Velsen-Zuid · Velserbroek
    
Buurtschap: Hofgeest

Noord-Holland: Steden en dorpen in Noord-Holland      Nederland: Provincies · Gemeenten